# 羅火腿
羅火腿（日语： rafutē）是日本沖繩縣的鄉土料理，為將帶皮五花肉或腿肉以泡盛、醬油調味成甜辣味的菜餚，又被稱為沖繩風的豬肉角煮。

## 概要
羅火腿為琉球王朝時代易於保存的食品，能保存約1個月。其起源被認為與中国菜的东坡肉相同，與東坡肉同樣以不去皮的豬肉烹飪及食用。這一点與從鹿兒島傳入、以去皮豬肉烹飪的角煮不同。
羅火腿之名源於汉语，漢字寫法即如此，假名寫作或，不過前者符合琉球語發音。
羅火腿與沖繩麵條、正月料理、法事重箱使用的燉五花肉類似，但以甜辣且重口味的調味料燉製，非常柔軟，能用筷切成大塊而不僅是薄片。

## 做法
依據公益財團法人沖繩縣營養士會（沖縄県栄養士会）的菜譜，烹飪5人份的羅火腿需準備豬的五花肉600克、鰹出汁4杯、泡盛{\displaystyle {\frac {3}{4}}}杯、砂糖100克、醬油{\displaystyle {\frac {1}{2}}}杯、生姜絲5克。烹飪時將整塊五花肉煮約50分鐘，並去除多餘脂肪。之後將肉切成3公分的方塊。將鰹出汁、泡盛與砂糖放入厚底鍋中煮沸後加入肉，再煮片刻後分2次加入醬油，改用小火煮至肉軟到能撕裂。將煮過的物品放入碗中，加入鰹出汁與生薑絲。

### 引用
1. 1 2  日本的食生活全集沖繩編輯委員會 1988，第53頁.
2. ↑  農文協 2006，第174頁.
3. ↑  日本的食生活全集沖繩編輯委員會 1988，第324,328頁.
4. ↑  21世紀研究会 (编).  . 文春新書. 文藝春秋. 2004-05: 195. ISBN 9784166603787.
5. ↑  日本的食生活全集沖繩編輯委員會 1988，第328頁.
6. ↑  西川 2011，第86頁.
7. ↑  西川 2011，第87頁.
8. ↑  . .   [2024-11-18]. （原始内容存档于2018-08-31）.
9. ↑  . .   [2024-11-18]. （原始内容存档于2018-08-31）.
10. ↑  上村一真,  , 枻出版社: 274, 2007, ISBN 9784777908332
11. ↑  . .   [2024-11-18]. （原始内容存档于2024-05-29）.

### 來源
- 西川治.  . 新潮文庫（日语：新潮文庫）. 新潮社. 2011-02. ISBN 978-4-10-133353-3.
- (编).  . . 農山漁村文化協會（日语：農山漁村文化協会）. 1988-04. ISBN 978-4-540-88007-0.
- 農文協 (编).  . . 農山漁村文化協会. 2006-07. ISBN 978-4-540-06235-3.